# Torres Tibagy
Torres Tibagy é um bairro administrativo do município de Guarulhos, em São Paulo, localizado no distrito sede do município. Seus bairros limítrofes são Centro, Gopoúva, Jardim Vila Galvão, Vila Galvão, Picanço e Tranquilidade.
O bairro é cortado pelo anel viário da cidade, que liga o bairro de Vila Galvão ao CECAP, onde passa o trecho Taboão–Vila Galvão do Corredor Metropolitano Guarulhos-São Paulo da EMTU, com 12,3 km de extensão. O projeto completo ligará o bairro paulistano de Tucuruvi até o bairro de Taboão em Guarulhos e irá beneficiar mais de 100 mil pessoas por dia, terá no total cerca de 20 km de extensão.
É um bairro predominantemente residencial, em 2010 haviam 7.018 domicílios e uma população total de 20.019 habitantes, sendo 10.660 mulheres e 9.359 homens.

## História
No passado era conhecido como Artidoro, como mostra o mapa mais antigo do município de 1932, devido à uma chácara homônima no local.
O bairro já teve uma pequena estação ferroviária chamada Torres Tibagy, que fazia parte do Tramway da Cantareira, inaugurada em 25 de maio de 1931 e desativada em 1965, com o restante da ferrovia. O nome do bairro foi dado em homenagem à estação, que, por sua vez, foi nomeada em homenagem a José Carlos de Almeida Torres Tibagy, antigo engenheiro-chefe do ramal Guarulhos da ferrovia.

## Subdivisões
O bairro é composto por 22 vizinhanças:
- Jardim Aida
- Jardim Aliança
- Jardim Artidoro
- Jardim da Figueira
- Jardim Imperador
- Jardim Novo Ipanema
- Jardim São Luis
- Jardim Santa Gema
- Jardim Santa Stella
- Parque Santo Antônio
- Vila Aliança
- Vila Fanny
- Vila Harmonia
- Vila Leda
- Vila Maranduba
- Vila Maria Luiza
- Vila Santa Terezinha
- Vila São Judas Tadeu
- Vila São Ricardo
- Vila Silveira
- Vila Tibagy
- Vila Yaya